# Bitka pri Visu (1811)
Bitka pri Visu (1811) (angleško Battle of Lissa; francosko Bataille de Lissa; italijansko Battaglia di Lissa; hrvaško Viška bitka) je bil mornariški spopad med floto britanskih fregat ter večjo floto francoskih in italijanskih fregat in manjših ladij, ki je potekal 13. marca 1811, v času napoleonskih vojn. Spopad je potekal v Jadranskem morju z namenom prevzeti nadzor nad strateško pomembnim otokom Vis, s katerega je britanska flotilja ovirala plovbo francoskih ladij po Jadranu. Francozi so morali prevzeti nadzor nad Jadranom, saj je bila neovirana oskrba ključnega pomena za rastočo armado v Ilirskih provincah, ter so s tem namenom marca 1811 odposlali invazijsko floto, ki jo je sestavljalo šest fregat, številna manjša plovila in bataljon vojakov.
Francosko invazijsko floto, ki ji je poveljeval Bernard Dubourdieu, je prestregel kapitan William Hoste in njegove štiri ladje z otoka Vis. V bitki, ki je sledila, je Hoste potopil francosko poveljniško ladjo, zajel dve drugi in razgnal ostanek francosko-beneškega ladjevja. Spopad je bil razglašen za pomembno britansko zmago, in sicer zaradi neenake velikosti nasprotnikov ter zaradi napisa "Še pomnite Nelsona" (angl. Remember Nelson), ki ga je Hoste v spomin na svojega nekdanjega poveljnika razobesil med bitko. Hoste je z manevri prisilil Dubourdieujevo ladjo, da je nasedla, ter nato razgnal preostanek flote, kar so opisali kot "enega najbolj sijajnih pomorskih dosežkov vojne".
- Razvrstitev ladij v zgodnjih trenutkih spopada.